# David Tanenbaum
David Frederick Tanenbaum (* 10. September 1956 in New York City) ist ein US-amerikanischer klassischer Gitarrist.

## Leben
Der Sohn der Komponisten Elias Tanenbaum hatte 11-jährig den ersten Gitarrenunterricht bei Rolando Valdés-Blain. Ab 1973 studierte er bei Aaron Shearer, später am San Francisco Conservatory bei Michael Lorimer. Außerdem nahm er Unterricht bei der Pianistin Jeanne Stark-Iochmans und der Cembalistin Laurette Goldberg und besuchte 1981 eine Meisterklasse von Andrés Segovia.
1977 gewann er die Carmel Classic Guitar Competition, im Folgejahr erhielt er den zweiten Preis bei der Toronto International Guitar Competition. In der Folgezeit unternahm Tanenbaum Tourneen durch die USA, Kanada, Mexiko, Europa, Australien und die Sowjetunion und war 1988 der erste amerikanische Gitarrist, der von der chinesischen Regierung zu Konzerten eingeladen wurde. Er trat u. a. mit dem Los Angeles Philharmonic Orchestra, dem San Francisco Symphony Orchestra, dem Minnesota Orchestra, der London Sinfonietta, dem Oakland Symphony Orchestra und dem Wiener ORF-Orchester und unter Dirigenten wie Esa-Pekka Salonen, Kent Nagano und John Adams auf.
Als Präsident des Second American Classical Guitar Congress 1989 vergab er fünf Kompositionsaufträge, darunter für Henry Brants Rosewood für großes Gitarrenorchester, das er seither bei zahlreichen Aufführungen weltweit dirigierte. Er ist Leiter der Gitarrenabteilung am San Francisco Conservatory of Music, wo er 1995 den Outstanding Professor Award erhielt, war Composer in Residence an der Manhattan School of Music und gibt weltweit Meisterklassen.
Tanenbaums Repertoire umfasst die barocke Literatur ebenso wie Werke zeitgenössischer Komponisten. Er spielte die Uraufführungen von Hans Werner Henzes Gitarrenkonzert An eine Äolsharfe, das er auch unter Leitung des Komponisten auf Platte aufnahm, Terry Rileys Gitarrenstück Ascención, von vier Werken des Pulitzerpreisgewinners (1988) Aaron Jay Kernis, von Stücken Roberto Sierras und einer Suite von Lou Harrison.
Er nahm mehr als zwei Dutzend Alben auf, darunter Bearbeitungen barocker Kompositionen für die Gitarre und mit dem Ensemble Modern das Rezital El Cimarrón von Henze. Als Kammermusiker arbeitete er häufig mit Steve Reich and Musicians, dem Chronos und dem Shanghai Quartett, der Tänzerin Tandy Beal und dem Gitarristen Manuel Barrueco. Als Mitglied des World Guitar Ensemble unternahm er mehrere Europatourneen.

## Diskographie
- Estudios, 1990
- Lute Masterworks, 1987
- Acoustic Counterpoint, 1991
- Ensemble Modern, Henze: „An eine Äolsharfe“, 1992
- Great American Guitar Solo, 1993
- The Perilous Chapel, Musik für Gitarre und Schlagzeug von Lou Harrison mit William Winant, 1993
- Beaming Contrasts von Peter Lewis, 1993
- El Porteño, The music of Astor Piazzolla, 1994
- 100 Greatest Dance Hits von Aron Jay Kernis, 1996
- The Book of Abbeyozzud, 1999
- David Tanenbaum, 1997
- Pavane, 2000
- Classic/Steel, Duos mit Peppino D’Agostino, 2000
- David Tanenbaum Plays Weiss, 2001
- Y Bolanzero, 2001
- Naive and Sentimental Music by John Adams, 2002
- Serenado-Lou Harrison, das gesamte Gitarrenwerk von Lou Harrison, mit William Winant, Gyan Riley, Joel Davel und Scott Evans, 2003
- World Guitar Ensemble-Crossing Borders, 2004
- Waking Dances Guitar Music of Jorge Liderman, 2004
- Royal Winter Music, Zyklus von Hans-Werner Henze, 2005